# Sinaida Nikolajewna Reich

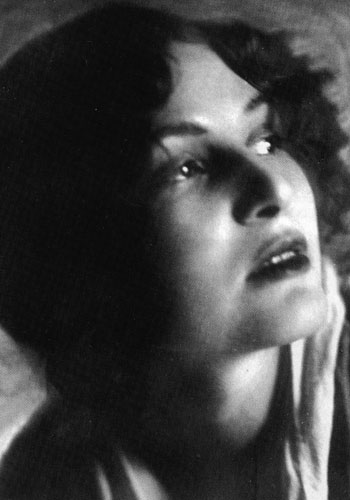
Sinaida Nikolajewna Reich (1937)

Sinaida Nikolajewna Reich (russisch Зинаида Николаевна Райх; * 21. Junijul. / 3. Juli 1894greg. in Odessa, Russisches Kaiserreich; † 15. Juli 1939 in Moskau, UdSSR) war eine russische Schauspielerin.

## Leben
Sinaidas Vater Nikolai Reich (ehemals August Reich) war schlesisch-deutscher Herkunft und von Beruf Lokführer; die Mutter, Anna Viktorowa, entstammte einer verarmten adligen Familie. Ihr Vater war Sozialdemokrat und seit 1898 Mitglied der SDAPR. Sinaida Reich war von 1917 bis 1921 mit dem Dichter Sergei Jessenin, dem Vater ihrer beiden Kinder, und ab 1922 mit dem Regisseur Wsewolod Meyerhold verheiratet. 1939 wurde sie kurze Zeit nach dessen Verhaftung in ihrer gemeinsamen Wohnung ermordet, wahrscheinlich vom NKWD.
Reich wurde auf dem Wagankowoer Friedhof begraben.